# Вязынь
Вязынь (бел. Вязынь) — агрогородок в Вилейском районе Минской области Белоруссии. Административный центр Вязынского сельсовета. Население 557 человек (2009).
Имеет «Дом сезонного проживания для пожилых граждан», про который в 2017 году был снят фильм Перезимовать.

## География
Агрогородок находится в 18 км к юго-востоку от центра города Вилейка. Вязынь стоит на западном берегу залива в южной части Вилейского водохранилища, образованного впадением в водохранилище реки Илия. Автодороги ведут из посёлка в Илью, Вилейку, Молодечно и окрестные деревни. Ближайшая ж/д станция в Вилейке (линия Молодечно — Вилейка — Полоцк).

## История

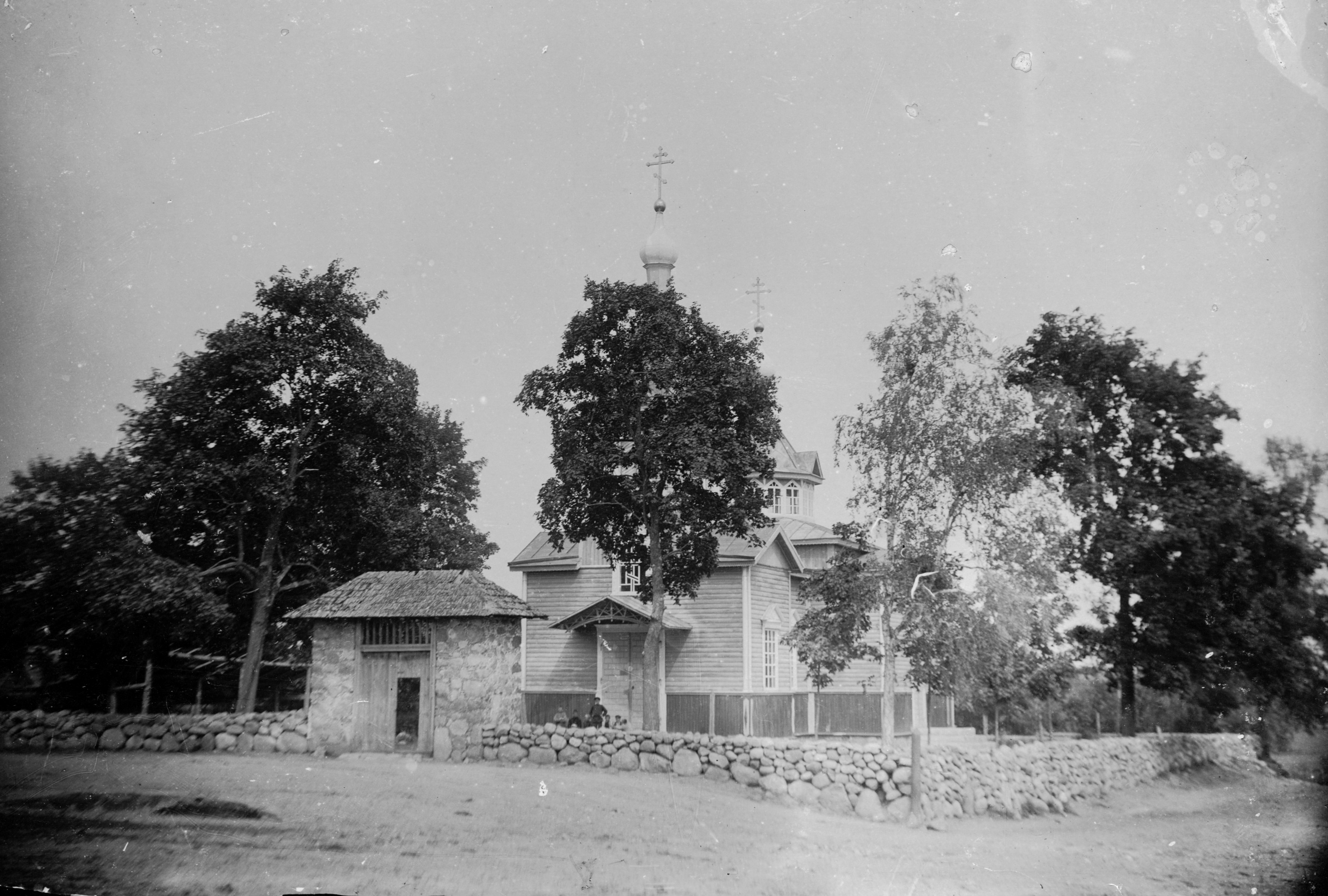
Православная Поковская церковь. Фото начала XX века

Вязынь известна с XV века. В 1478 году великий князь литовский Казимир IV пожаловал Вязынь дворному маршалку Ивану Кучуку. В 1495 году через Вязынь в Вильно проезжала Елена Ивановна, невеста великого князя Александра.
В конце XV века Вязынь располагалась в Минском повете, принадлежала роду Саковичей. В середине XVI века эта ветвь Саковичей стал именоваться Насиловскими (Носиловскими) по имени имения Насилова. Витебский воевода Юрий Насиловский в 1543 году построил в Вязыни костёл св. Анны, вероятно с этого времени поселение получило статус местечка.
В XVI—XVII веках имение многократно меняло хозяев, в XVII—XVIII веках было в собственности виленского женского монастыря бенедиктинок при храме св. Екатерины.
С 1793 года после второго раздела Речи Посполитой Вязынь, как и вся Вилейщина, входила в состав Российской империи, был образован Вилейский уезд в составе сначала Минской губернии, а с 1843 года Виленской губернии.

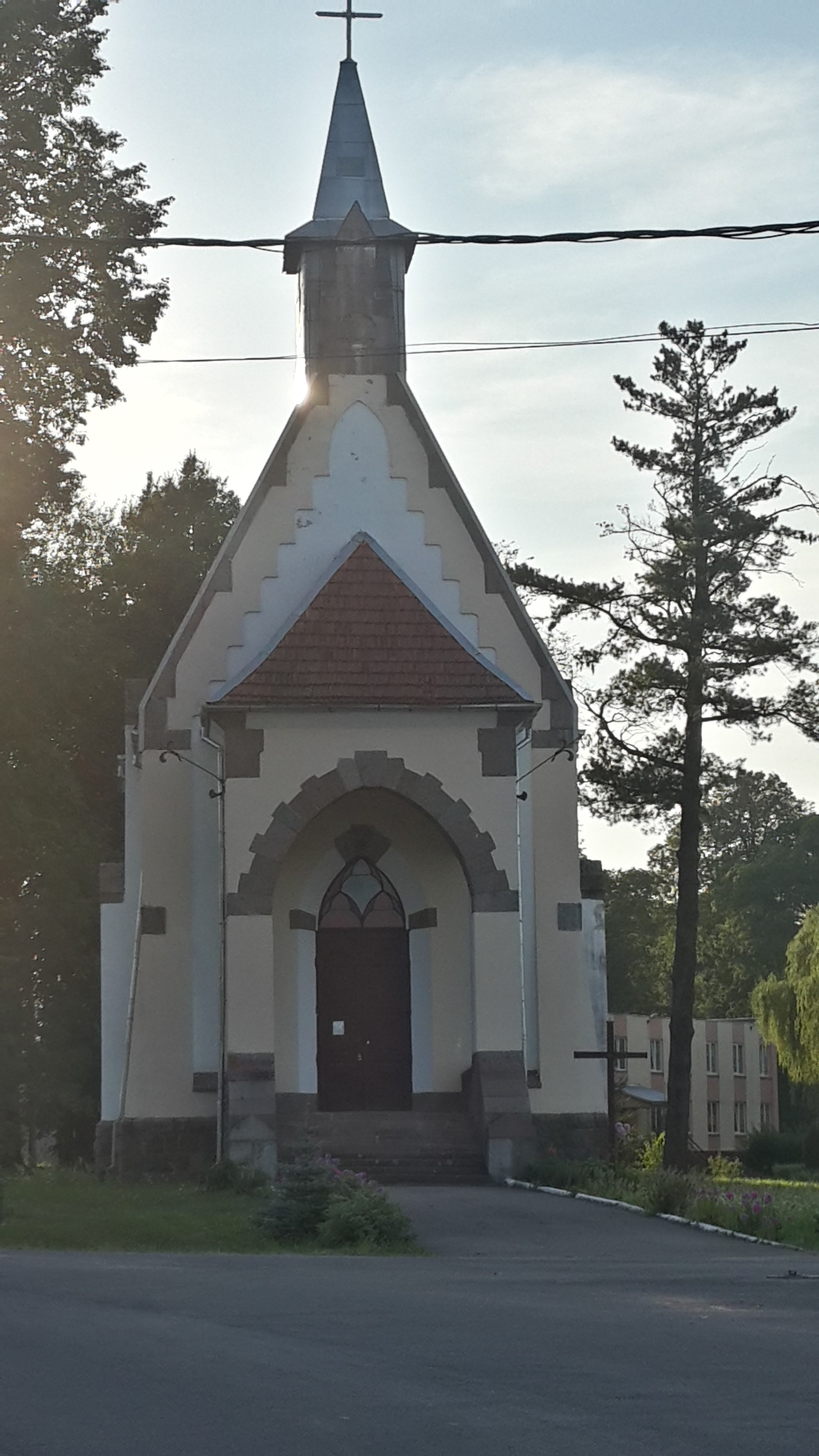
Католический храм Рождества Девы Марии

В 1808 году Вязынь приобрёл Викентий Гечан-Гецевич (позже минский губернатор), в дальнейшем деревней владели его потомки. В первой половине XIX века Гецевичи выстроили в Вязыни дворянскую усадьбу. В 1830 году было построено новое здание католического храма, но после восстания 1863 года он был переделан в православную церковь. Позднее на этом месте было выстроено новое здание деревянной православной церкви Покрова, существующей поныне.
В 1897 в Вязыни был 601 житель, православная церковь, католическая часовня, синагога. В конце XIX века больше трети населения Вязыни составляли евреи. В 1897 году здесь проживало 234 еврея (38,7 % населения), в 1931 году было 137 жителей-евреев. В начале XX века в местечке действовали волостное правление, народное училище и церковно-приходская школа, в имении Гецевичей работали пивоварня и мельница. В 1908 году было построено современное здание каменного католического храма Рождества Девы Марии, который изначально выполнял функции приусадебной часовни в имении Гецевичей.
В феврале-декабре 1918 года Вязынь оккупирована немецкими войсками. После подписания Рижского мирного договора (1921) перешла в состав межвоенной Польши. С сентября 1939 года в составе БССР, центр сельсовета.
В годы Великой Отечественной войны Вязынь находилась под немецкой оккупацией с июня 1941 по июль 1944 года. В посёлке было создано гетто, в котором в 1942 году были убиты последние ещё живые евреи.
В 1970 году здесь было 272 дворов и 825 жителей, в 1993 году 329 двора и 778 жителей. В советское время католический храм Рождества был закрыт, в нём располагался клуб и склад. В 1993 году возвращён Церкви и отреставрирован.

## Культура
- Музей ГУО "Вязынская средняя школа"

## Достопримечательности

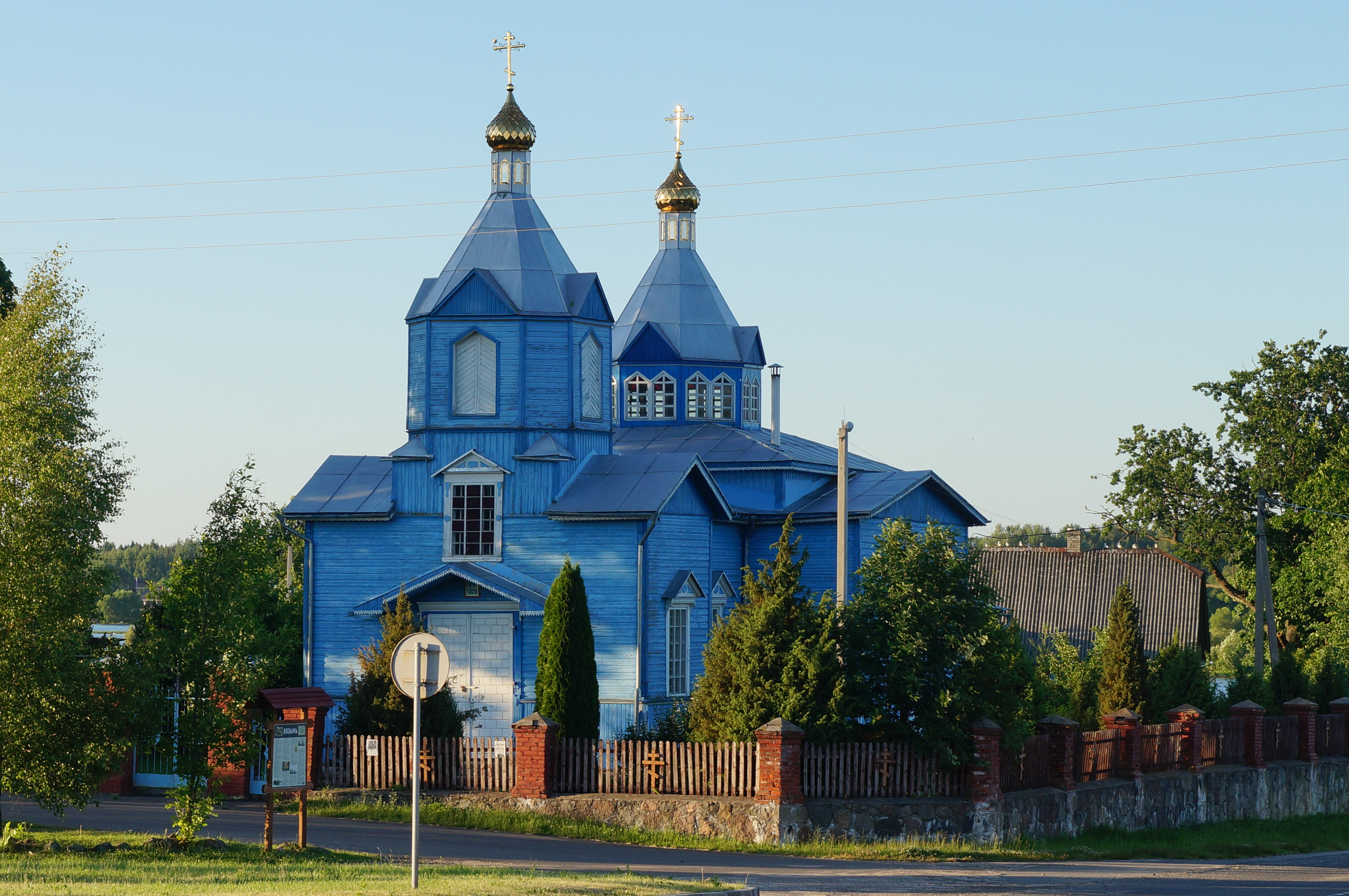
Православная Покровская церковь

- Православная Покровская церковьКатолический храм Рождества Девы Марии, 1908 год, неоготика
- Православная Покровская церковь, XIX век, деревянное зодчество
- Усадьба Гецевичей. От усадьбы сохранились здание пивоварни, хозпостройки и фрагменты парка
- Фрагменты католического кладбища с надмогильями XIX века
- Памятник землякам, погибшим в Великую Отечественную войну